# Machimus longipennis
Machimus longipennis är en tvåvingeart som beskrevs av Pavel Lehr 1999. Machimus longipennis ingår i släktet Machimus och familjen rovflugor. Inga underarter finns listade i Catalogue of Life.